# Lago Epulafquen
El Lago Epulafquen es un lago ubicado en la departamento Huiliches de la provincia del Neuquén, Argentina, en plena Cordillera de los Andes. Está separado del Lago Huechulafquen, del cual es tributario, por un corto estrecho. De modo que es más un brazo de este gran lago que un lago en sí mismo, aunque la tradición le asigna el nombre de lago. Su nombre significa, en mapudungun, "dos lagos", o cual refuerza la discusión sobre si es un lago o un brazo.
Ubicado al sudeste del lago Huechulafquen, sus costas no están recorridas por camino alguno. Está completamente inserto en el parque nacional Lanín, de modo que es una de las regiones cuya ecología está mejor conservada en toda la provincia.
En el fondo del lago, el punto más alejado del Huechulafquen, existe un pequeño puerto, que recibe una embarcación que parte de aquel lago, y que recorre el Epulafquen en toda su extensión. Este es un viaje turístico, que parte diariamente en verano, y que permite apreciar el paisaje y el denso bosque andino patagónico que lo rodea. En ciertas zonas, el bosque se hace especialmente denso y enmarañado, formando la llamada "selva valdiviana".
Hasta fines del siglo XX, en cambio, existía una balsa, que trasladaba vehículos a través del lago, que continuaban el camino hacia Chile, ya que no existía otra forma de llegar hasta el paso trasandino ubicado en esa zona. En el corto trayecto que se recorre para llegar hasta el límite con Chile, la ruta pasa junto a los Baños del Epulafquen, el río Oconi y el lago Carilafquén.
No debe confundirse con las Lagunas de Epulafquen, ubicadas también en la misma provincia.

## Galería

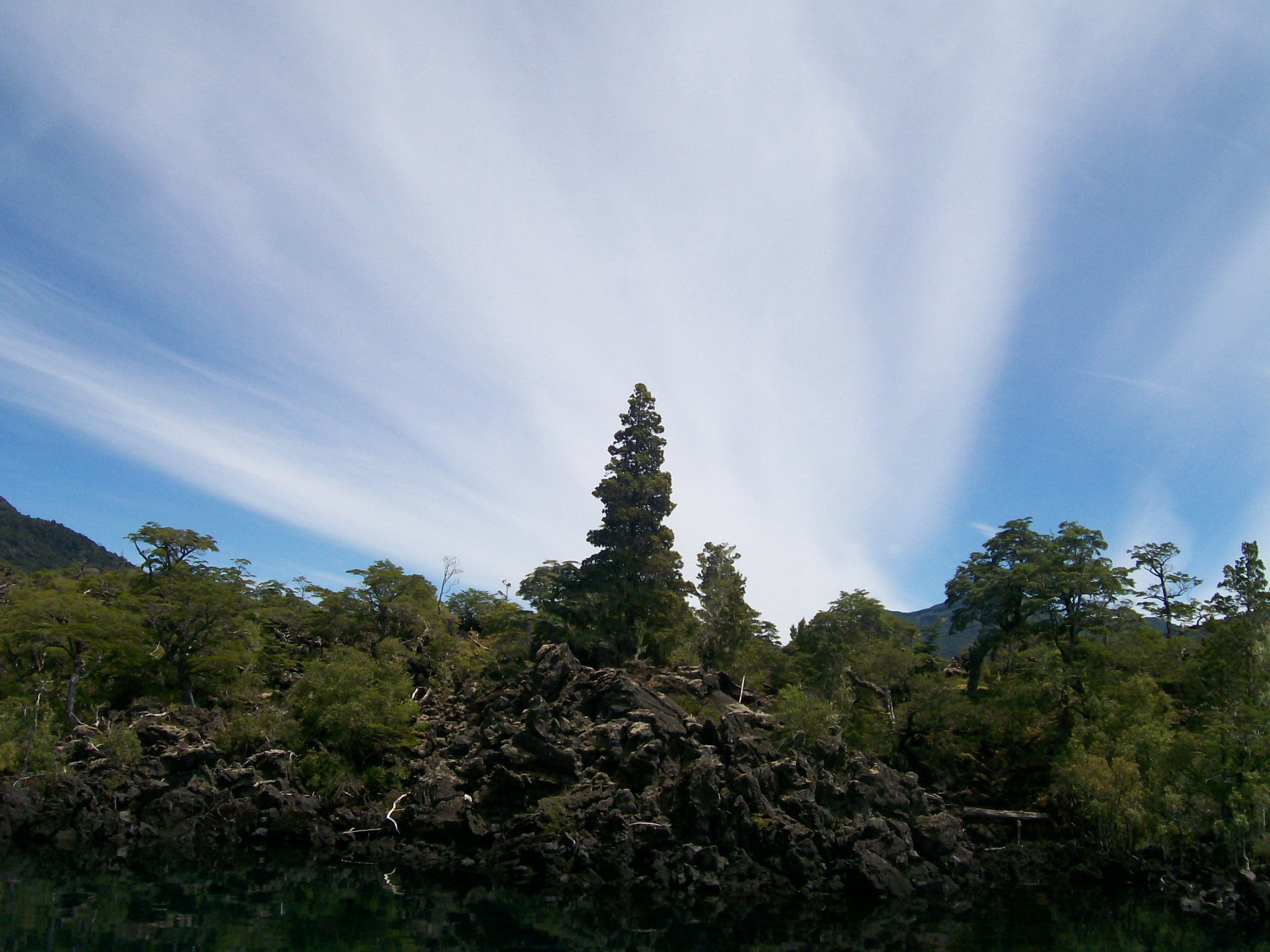
Escorial volcánico.
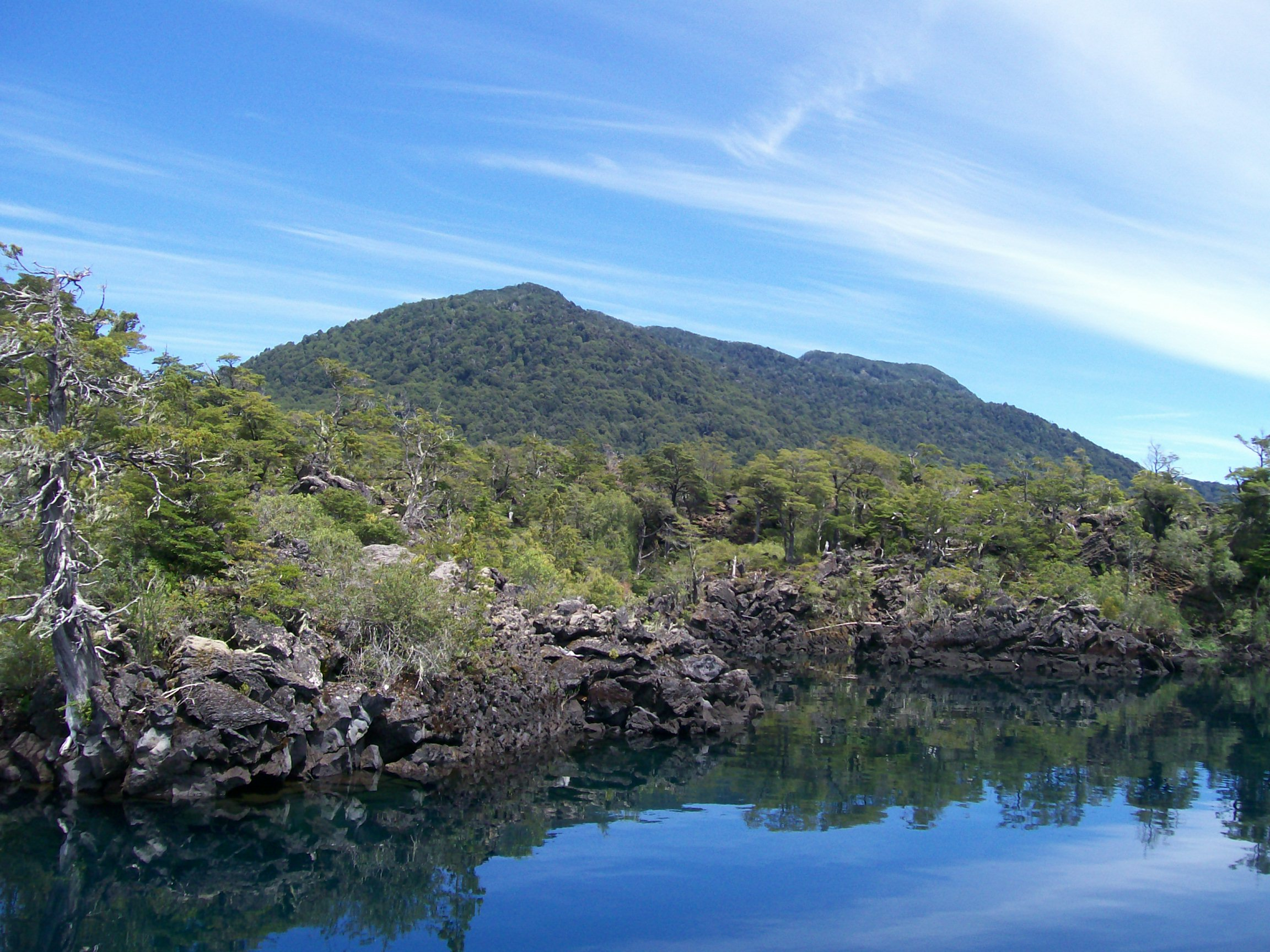
Escorial volcánico.
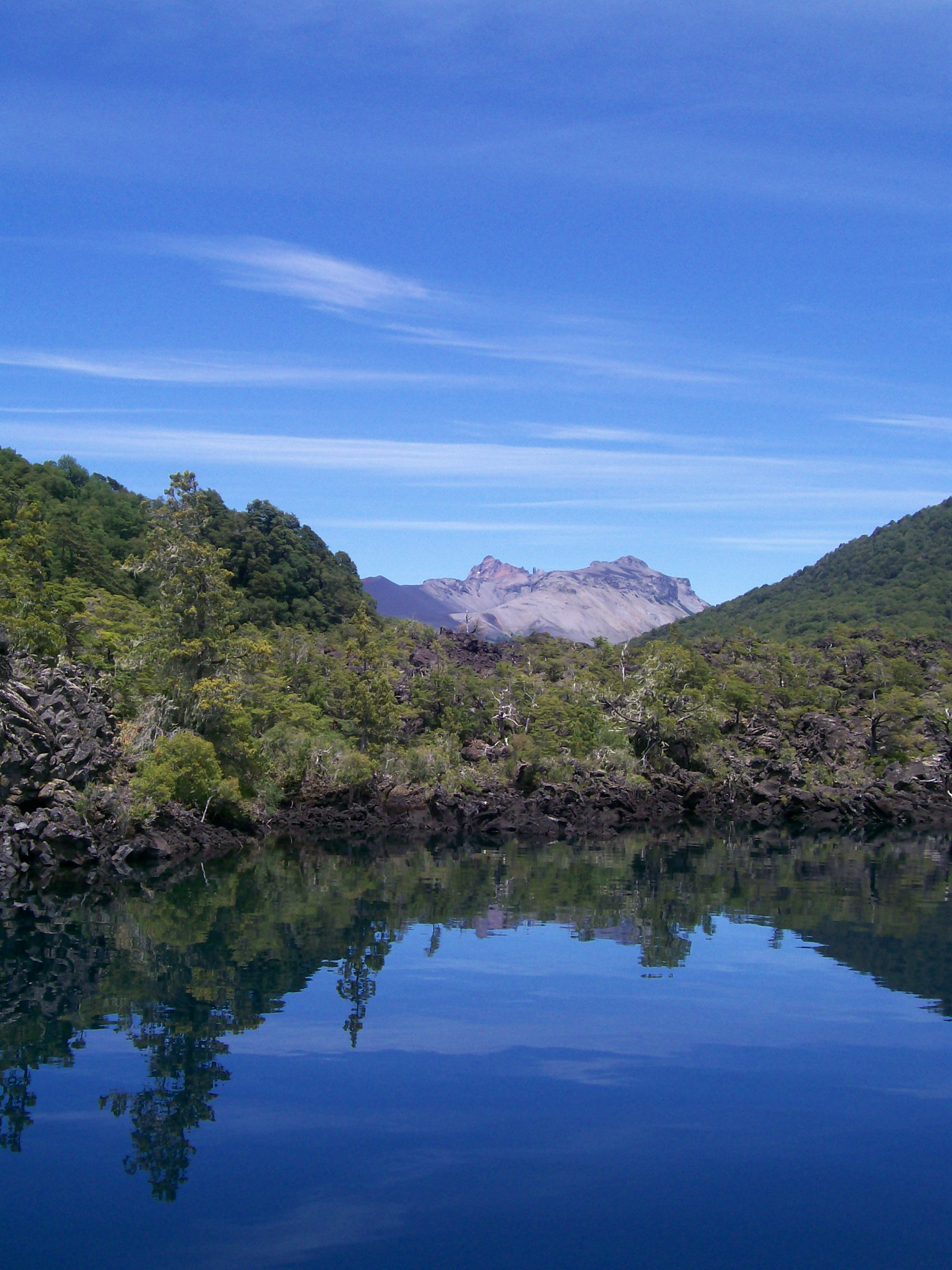
Escorial volcánico.
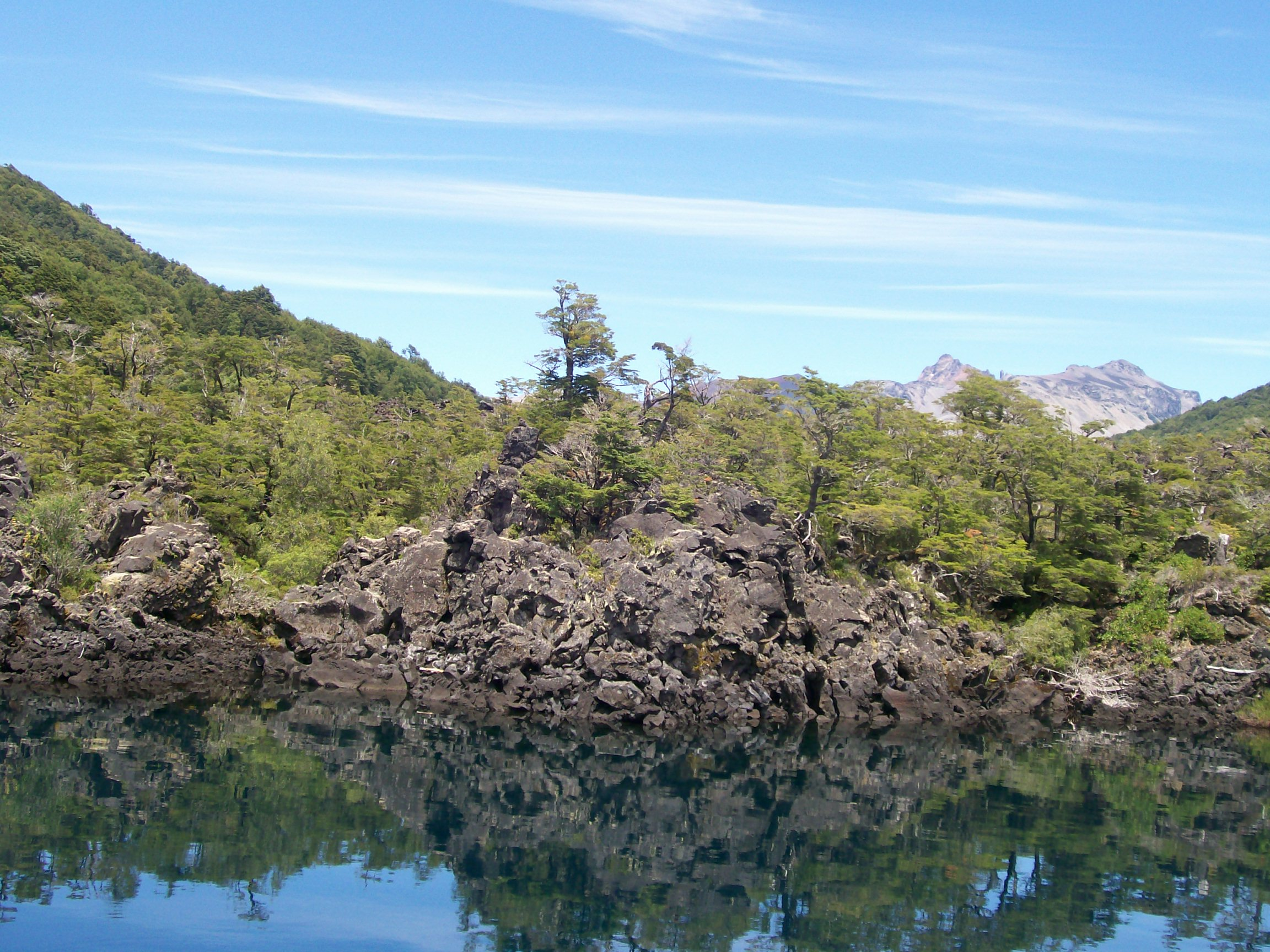
Escorial volcánico.

- Datos: Q3124917
- Multimedia: Lago Epulafquen / Q3124917